# Robin Yalçın
Robin Yalçın (Deggendorf, 25 januari 1994) is een Duits-Turks voetballer die doorgaans speelt als middenvelder. In juli 2023 verruilde hij Sivasspor voor Eyüpspor.

## Clubcarrière
Yalçın speelde vanaf 2009 in de jeugdopleiding van VfB Stuttgart en vanaf 2012 was hij actief voor het belofteteam van de club. Zijn debuut in de Bundesliga maakte de middenvelder op 9 februari 2014. Op die dag scoorde Konstantin Rausch voor Stuttgart, maar door tegendoelpunten van Arkadiusz Milik, André Hahn (tweemaal) en Tobias Werner werd in eigen huis met 1–4 verloren. Yalçın maakte in de drieënzestigste minuut zijn opwachting, toen coach Thomas Schneider hem liet invallen voor Timo Werner. Hij verlengde in maart 2014 zijn verbintenis bij de club tot medio 2016. Uiteindelijk kwam hij tot drie optredens in het shirt van Stuttgart.
In de zomer van 2015 maakte de Duitser de overstap naar Çaykur Rizespor, waar hij zijn handtekening zette onder een verbintenis voor de duur van drie seizoenen. In zijn eerste seizoen kwam Yalçın tot twintig competitiewedstrijden. Het jaar erop degradeerde de club uit de Süper Lig, maar het seizoen 2017/18 leverde de titel op in de 1. Lig waardoor Çaykur Rizespor weer promoveerde. Hierop werd het contract van Yalçın met twee seizoenen verlengd tot medio 2020. Een halfjaar later nam Yeni Malatyaspor de middenvelder transfervrij over. Medio 2020 verkaste Yalçın naar Sivasspor. Bij deze club zou hij één jaar spelen, voor hij terugkeerde naar Duitsland om voor SC Paderborn te gaan spelen. In de zomer van 2022 keerde Yalçın weer terug naar Sivasspor, waar hij voor een jaar tekende. Na dat seizoen nam Eyüpspor hem over.

## Clubstatistieken
| Seizoen | Club             | Competitie    | Competitie | Competitie | Beker | Beker | Internationaal | Internationaal | Totaal | Totaal |
| Seizoen | Club             | Competitie    | Wed.       | Dlp.       | Wed.  | Dlp.  | Wed.           | Dlp.           | Wed.   | Dlp.   |
| ------- | ---------------- | ------------- | ---------- | ---------- | ----- | ----- | -------------- | -------------- | ------ | ------ |
| 2013/14 | VfB Stuttgart    | Bundesliga    | 3          | 0          | 0     | 0     | —              | —              | 3      | 0      |
| 2014/15 | VfB Stuttgart    | Bundesliga    | 0          | 0          | 0     | 0     | —              | —              | 0      | 0      |
| 2015/16 | Çaykur Rizespor  | Süper Lig     | 20         | 0          | 10    | 1     | —              | —              | 30     | 1      |
| 2016/17 | Çaykur Rizespor  | Süper Lig     | 26         | 1          | 8     | 3     | —              | —              | 34     | 4      |
| 2017/18 | Çaykur Rizespor  | 1. Lig        | 29         | 1          | 2     | 0     | —              | —              | 31     | 1      |
| 2018/19 | Çaykur Rizespor  | Süper Lig     | 15         | 1          | 3     | 0     | —              | —              | 18     | 1      |
| 2018/19 | Yeni Malatyaspor | Süper Lig     | 11         | 1          | 2     | 0     | —              | —              | 13     | 1      |
| 2019/20 | Yeni Malatyaspor | Süper Lig     | 31         | 3          | 3     | 0     | 2              | 0              | 36     | 3      |
| 2020/21 | Sivasspor        | Süper Lig     | 34         | 1          | 3     | 0     | 6              | 0              | 43     | 1      |
| 2021/22 | SC Paderborn     | 2. Bundesliga | 25         | 0          | 0     | 0     | —              | —              | 25     | 0      |
| 2022/23 | Sivasspor        | Süper Lig     | 22         | 1          | 4     | 0     | 5              | 0              | 31     | 1      |
| 2023/24 | Eyüpspor         | 1. Lig        | 32         | 1          | 0     | 0     | —              | —              | 32     | 1      |
| 2024/25 | Eyüpspor         | Süper Lig     | 31         | 1          | 3     | 0     | —              | —              | 34     | 1      |
| Totaal  | Totaal           | Totaal        | 279        | 11         | 38    | 4     | 13             | 0              | 330    | 15     |

Bijgewerkt op 30 juni 2025.